# Münchendorf
Münchendorf is een gemeente in de Oostenrijkse deelstaat Neder-Oostenrijk, gelegen in het district Mödling (MD). De gemeente heeft ongeveer 2200 inwoners.

## Geografie
Münchendorf heeft een oppervlakte van 19,9 km². Het ligt in het noordoosten van het land, vlak onder de hoofdstad Wenen.
Achau · Biedermannsdorf · Breitenfurt bei Wien · Brunn am Gebirge · Gaaden · Gießhübl · Gumpoldskirchen · Guntramsdorf · Hennersdorf · Hinterbrühl · Kaltenleutgeben · Laab im Walde · Laxenburg · Maria Enzersdorf · Mödling · Münchendorf · Perchtoldsdorf · Vösendorf · Wiener Neudorf · Wienerwald
- Gemeinsame Normdatei: 4800192-2
- Virtual International Authority File: 248300861
- WorldCat: E39PBJkT9CHK4VQvkBrjf4X68C